# Одинокий рейнджер
Одинокий рейнджер (англ. The Lone Ranger) — персонаж американских вестернов. Этот носящий маску и непримиримый борец с беззаконием техасский рейнджер в своих деяниях всегда находит поддержку у индейского друга, Тонто.
Фигура Одинокого рейнджера схожа с другим известным персонажем историй о Диком Западе — Разящей Рукой, другом индейцев (Old Shatterhand). Впервые Одинокий рейнджер появляется в 1933 году, в руководимом Джорджем У.Трендлом и Фрэном Страйкером одноимённом радиошоу на детройтской станции WXYZ. В 1949—1957 годах выходит в свет телевизионный сериал с Клейтоном Муром в главной роли и с Джеем Сильверхельсом, сыгравшем в нём верного друга-индейца Тонто. Этот сериал с успехом прошёл позднее по телеэкранам в ряде стран Европы. Дальнейшее развитие сюжет об одиноком рейнджере получил в ряде комиксов, романов-вестернов и кинофильмов.
В июле 2013 года вышел фильм «Одинокий рейнджер», с Арми Хаммером в роли Одинокого рейнджера и с Джонни Деппом в роли индейца Тонто.

## Прототипы
По мнению историка Арта Бёртона, прототипом Одинокого рейнджера послужил заместитель федерального маршала Бас Ривз из Оклахомы, прославившийся тем, что участвовал в аресте более 3 тысяч преступников и не получивший серьёзных повреждений в ходе задержаний. По словам Бёртона, на это сходство намекает упоминание в радиопередачах Детройтской исправительной колонии, куда ссылались многие арестованные Ривзом.